# Cros-de-Ronesque
Cros-de-Ronesque (okzitanisch Cròs de Ronesca) ist ein französischer Ort und eine Gemeinde mit 147 Einwohnern (Stand 1. Januar 2022) im Département Cantal in der Region Auvergne-Rhône-Alpes. Cros-de-Ronesque gehört zur historischen Region des Carladès.

## Lage
Der Ort Cros-de-Ronesque liegt in einer Höhe von ca. 710 m ü. d. M. am Flüsschen Rasthène. Es mündet in den Goul, der die östliche Gemeindegrenze bildet. Die Entfernung nach Aurillac beträgt ca. 28 km (Fahrtstrecke) in nordwestlicher Richtung.

## Bevölkerungsentwicklung
| Jahr                       | 1800 | 1851 | 1901 | 1954 | 1999 | 2013 |
| Einwohner                  | 411  | 593  | 663  | 381  | 137  | 138  |
| Quellen: Cassini und INSEE |      |      |      |      |      |      |

Der Bevölkerungsrückgang im 20. Jahrhundert resultiert im Wesentlichen aus dem Mangel an Arbeitsplätzen infolge der Mechanisierung der Landwirtschaft.

## Wirtschaft
Der Ort Cros-de-Ronesque diente jahrhundertelang den ausschließlich landwirtschaftlich orientierten und sich selbstversorgenden Weilern (hameaux) und Einzelgehöften in der Umgebung als Handwerks-, Handels- und Dienstleistungszentrum. Seit der Mitte des 20. Jahrhunderts spielt der Tourismus in Form der Vermietung von Ferienwohnungen (gîtes) eine nicht unbedeutende Rolle für das Wirtschaftsleben des Ortes.

## Geschichte
Über die Geschichte des Ortes ist nur wenig bekannt. Im Jahr 1643 erhob der französische König Ludwig XIII. das Carladès zur Grafschaft und gab es der in Monaco residierenden Familie Grimaldi zum Lehen; diese verwaltete es bis zum Ausbruch der Französischen Revolution.

## Sehenswürdigkeiten
- Die spätgotische Pfarrkirche Saint-Hilaire entstand im 15. Jahrhundert. Markant ist die aus Bruchsteinen gemauerte portal- und schmucklose Westwand mit aufsitzendem Glockengiebel (clocher mur); die Strebepfeiler in den Ecken sind hingegen aus exakt behauenen Steinen gefügt. Zwei Seitenkapellen wurden im 16./17. Jahrhundert angebaut. Die im Innern gratgewölbte Kirche ist seit dem Jahr 1930 als Monument historique anerkannt.[1]
- Zwei Häuser aus dem frühen 19. Jahrhundert (Maisons Delpuech) bilden ein regionaltypisches Ensemble, welches im Jahr 1990 unter Schutz gestellt wurde.[2]
- Die auf einem Plateau oberhalb des Ortes stehende Kirche Saint-Jacques ist ein Bau des 19. Jahrhunderts. Sie entstand an der Stelle einer – wahrscheinlich in den Hugenottenkriegen zerstörten – von der Abtei Saint-Géraud in Aurillac abhängigen Prioratskirche aus dem 15. Jahrhundert.